# Cal·linic de Petra
Cal·linic（grec antic: Kαλλίνικος, llatí: Callinicus), de renom Suctorius, va ser un historiador, sofista i retòric grec nascut a Petra d'Aràbia.
Va ensenyar retòrica a Atenes en temps de Galiè (259-268) i va ser rival del retòric Genetli. Va escriure diverses obres de les quals només es conserva un fragment. Entre les obres perdudes hi havia una història d'Alexandria en 10 llibres.